# Tecla de Iconio
Tecla de Iconio, más conocida como Santa Tecla, fue una mártir anatolia del siglo I, venerada como santa por la Iglesia Ortodoxa y la Iglesia católica. El único registro que se conoce de ella proviene de los Hechos de Pablo y Tecla, texto apócrifo del siglo II, donde se la menciona como seguidora de San Pablo.
Tecla (en griego antiguo: Θέκλα, romanizado: Thekla) fue reverenciada como un modelo de castidad femenina por los primeros movimientos ascéticos cristianos, especialmente en Egipto, Siria y Armenia. Su culto estuvo muy difundido en las ciudades de Seleucia (donde se dice que fue sepultada), Iconio (actual Konya) y Nicomedia. En la iglesia Ortodoxa, donde la gran difusión de los Hechos de Pablo y Tecla generó una fuerte veneración por Tecla, es considerada «protomártir entre las mujeres e igual a los apóstoles».
A ella estuvo consagrada la antigua basílica paleocristiana ubicada donde actualmente se encuentra la Catedral de Milán. Aún se conservan algunos restos de dicha edificación.
En el martirologio de Beda, Tecla es celebrada el 23 de septiembre, fecha que aún es el día de su festividad para la Iglesia católica. Las Iglesias orientales la celebran el 24 de septiembre.

## Biografía
De acuerdo a los Hechos de Pablo y Tecla, Tecla era una joven doncella de Iconio, Anatolia. Tras escuchar durante varios días los sermones de San Pablo sobre la resurrección y el valor de la virginidad, su madre y su prometido temieron que se convirtiera en seguidora del apóstol y se confabularon para castigar a ambos. Acudieron a las autoridades locales y acusaron a Pablo de ser cristiano y hacer que las doncellas se volvieran reacias al matrimonio. Pablo fue azotado y expulsado y Tecla condenada a morir en la hoguera.

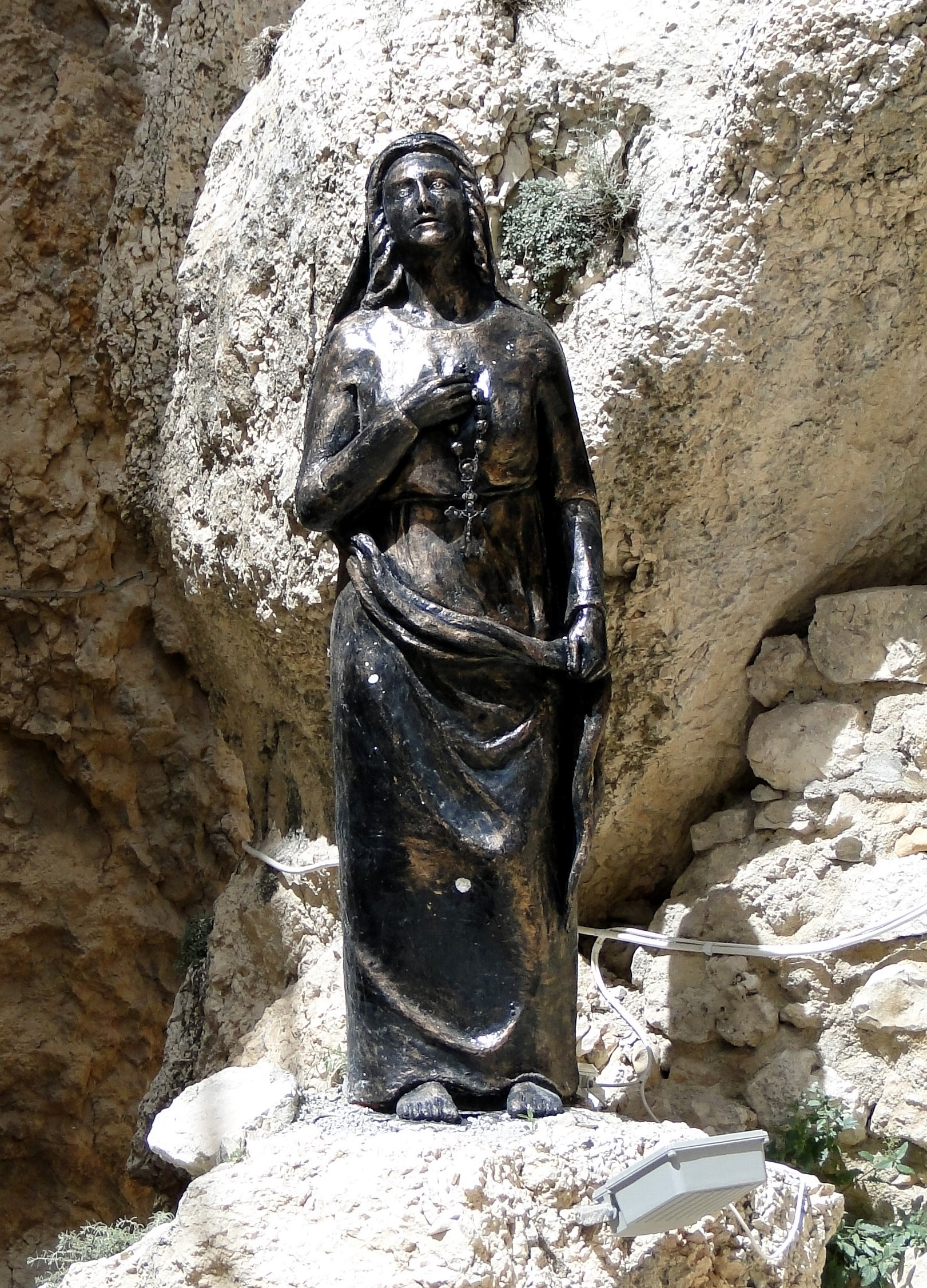
Estatua de Santa Tecla en Maalula, Siria.

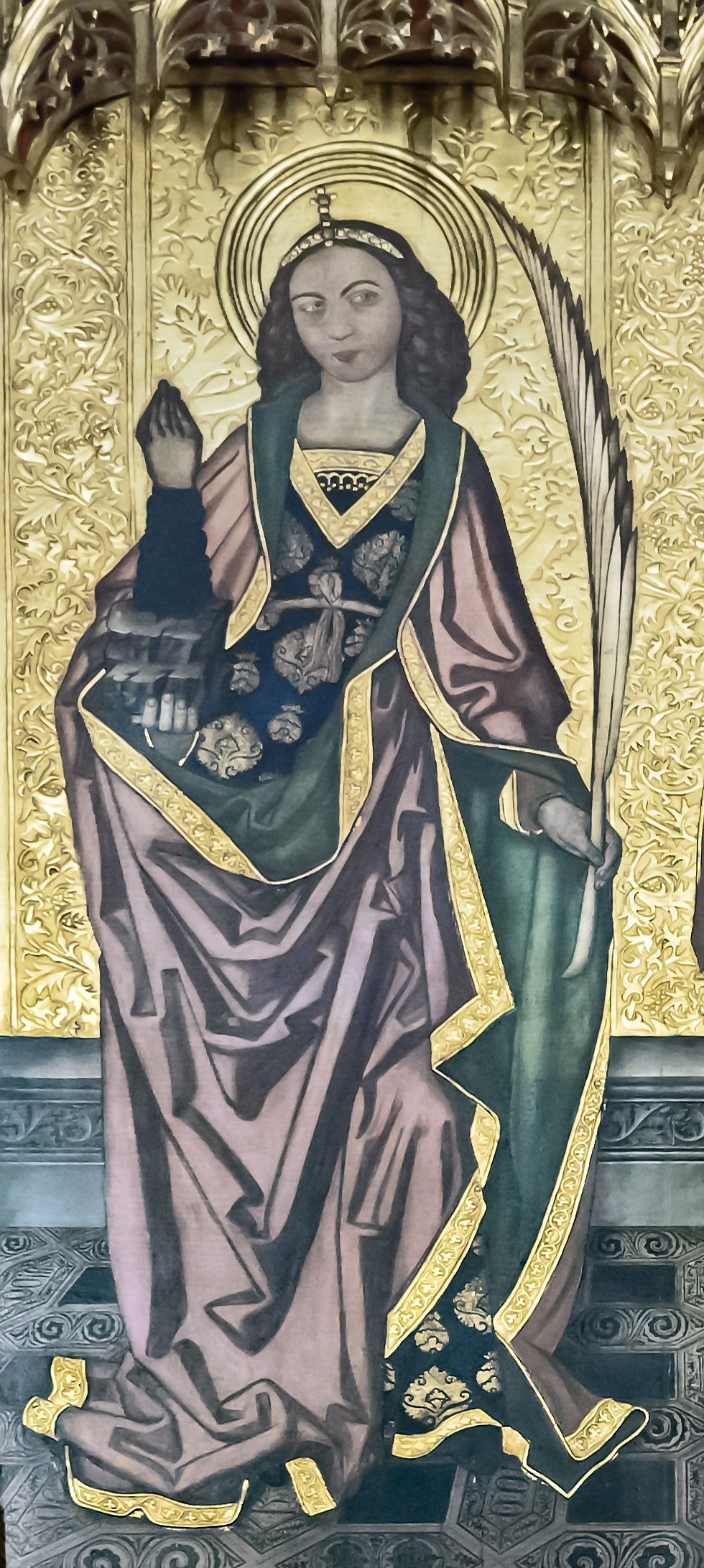
Retablo tardogótico de Santa Tecla en la Catedral de Barcelona (taller de Jaume Huguet).

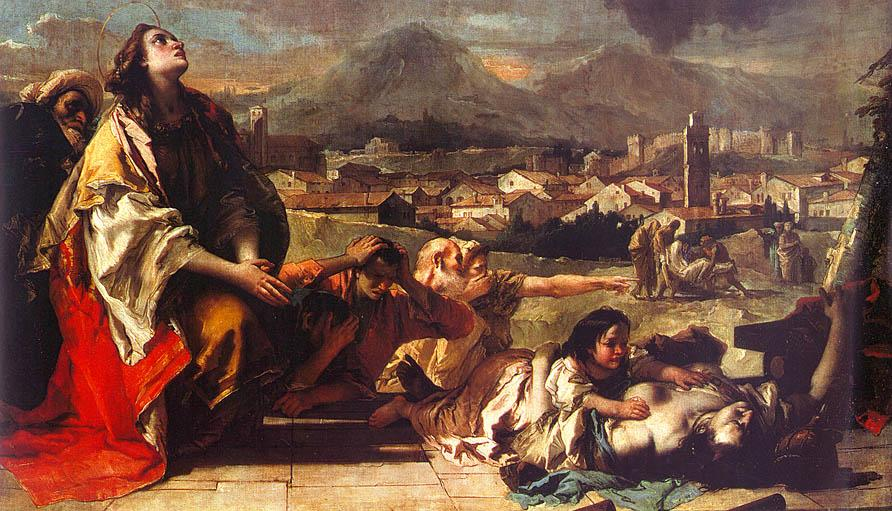
Detalle de Santa Tecla libera la ciudad de Este de la peste, por Giambattista Tiepolo, 1759, Este, Duomo.

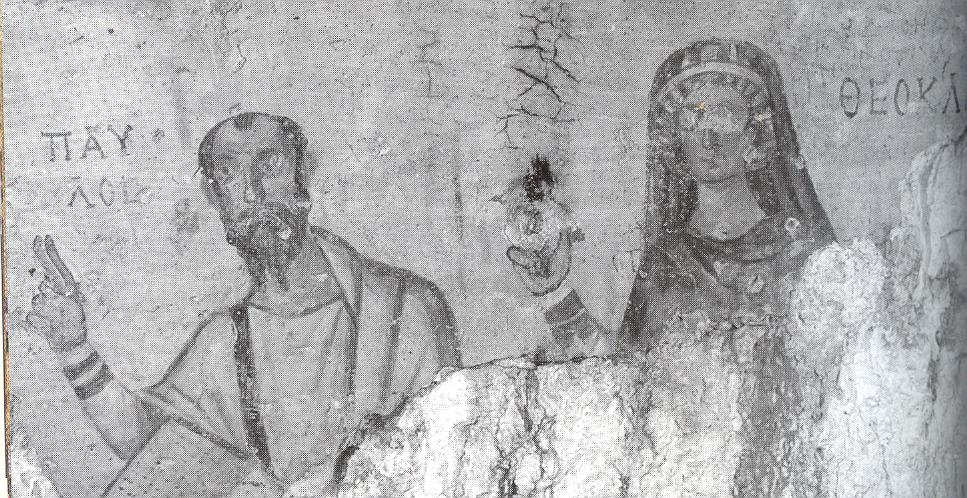
Pablo y Tecla. Fresco del, descubierto en la Cueva de San Pablo, en las ruinas de Éfeso.

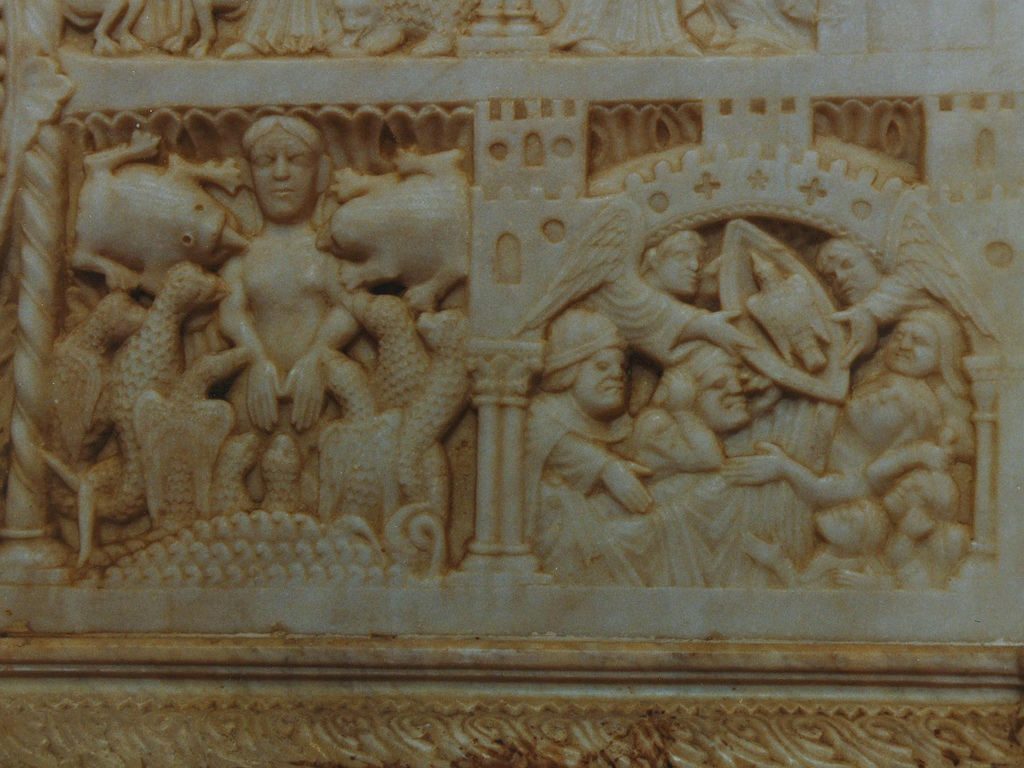
Santa Tecla entre las fieras, bajorrelieve en el altar de la catedral de Tarragona.

Tecla fue salvada milagrosamente al producirse un terremoto y una fuerte tormenta de agua y granizo que apagó el fuego. Huyó con Pablo a Antioquía de Pisidia, donde un magistrado intentó violarla. Tecla se defendió y fue acusada de agredirlo, por lo cual fue sentenciada a ser devorada por bestias salvajes, pero nuevamente fue salvada por milagro de varios ataques de fieras. Luego de estos episodios se reunió en Mira de Licia con el apóstol. Por último se recluyó en una cueva de Seleucia Pieria durante los siguientes 72 años, donde gracias a otro milagro es salvada de sus perseguidores al abrirse la montaña para protegerla.
Si bien los Hechos de Pablo y Tecla no son un testimonio histórico, constituyen el reflejo de las tendencias ascéticas del cristianismo primitivo y de la experiencia de la persecución durante ese mismo período. La legendaria historia local de la mártir Tecla de Iconio, pudo haber inspirado este texto apócrifo, en el cual aparece relacionada con Pablo de Tarso. Durante siglos fue la más célebre de las vírgenes mártires, y recibió el tratamiento de «protomártir» entre las mujeres, particularmente en las Iglesias de Oriente. Tecla según este relato se reunió con Pablo en Mira, "llevando un manto que ella había alterado para hacer un manto de hombre". Mientras viajaba, predicaba la palabra de Dios y animaba a las mujeres a imitarla llevando una vida de castidad.
Al menos tres lugares reclaman ser el sitio donde descansan sus restos: Aya Tekla (provincia de Mersin, Turquía), Maalula (Siria) y Roma. En Maalula, se encuentra el monasterio ortodoxo griego de Santa Tecla, Deir Mar Takla, construido cerca de una cueva donde se dice que fue sepultada.

## Tradiciones e interpretaciones
Según algunos estudiosos, la historia de Tecla inspiró muchas historias posteriores de mujeres santas que se vistieron de hombres, entre ellas Santa Anastasia la Patricia, Santa Matrona de Perge, Santa Eufrosina de Alejandría, Santa Apolinaria, Santa Eugenia de Roma, Santa Marina el Monje y Santa Teodora de Alejandría. Escritos tres o cuatro siglos después de los Hechos de Pablo y Tecla, estos relatos hacen referencia a la historia de Tecla a través de conexiones temáticas, y en el caso de La vida de Eugenia, explícitamente.

## Patronazgo
Es especialmente reverenciada en la Iglesia ortodoxa. Es patrona de las ciudades italianas de Este, Mirto, Osimo y de la fracción de Santa Tecla en Acireale; de Sitges y de Tarragona en España, de Santa Tecla en El Salvador y de la villa de Llandegla, condado de Denbighshire, Gales.
Desde 1321 se celebran en Tarragona las Fiestas de Santa Tecla, luego de que la reliquia del brazo de la santa llegara a esta ciudad, por intercesión de Jaime II el Justo, rey de Aragón, ante el Reino armenio de Cilicia.
También es patrona de los enfermos de cáncer de huesos.
Humorísticamente se le asigna a Santa Tecla el patronazgo sobre el gremio informático, debido a la similitud de su nombre con el que designa cada una de las teclas del teclado. Este supuesto patronazgo se popularizó entre internautas de lengua española y catalana, a partir de una parodia en la web, aunque ninguna iglesia lo avala.

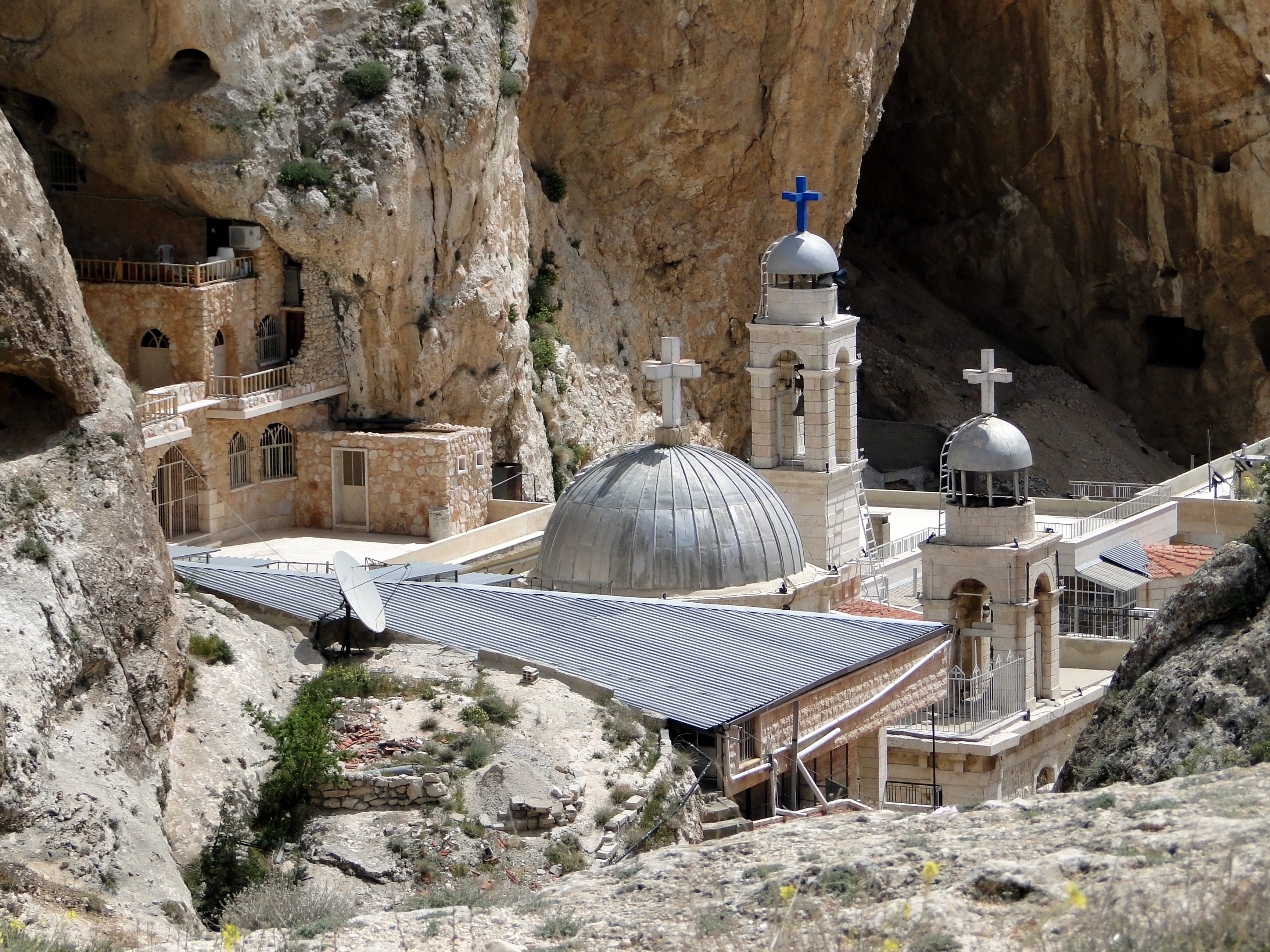
Monasterio de Santa Tecla en Maalula, Siria.
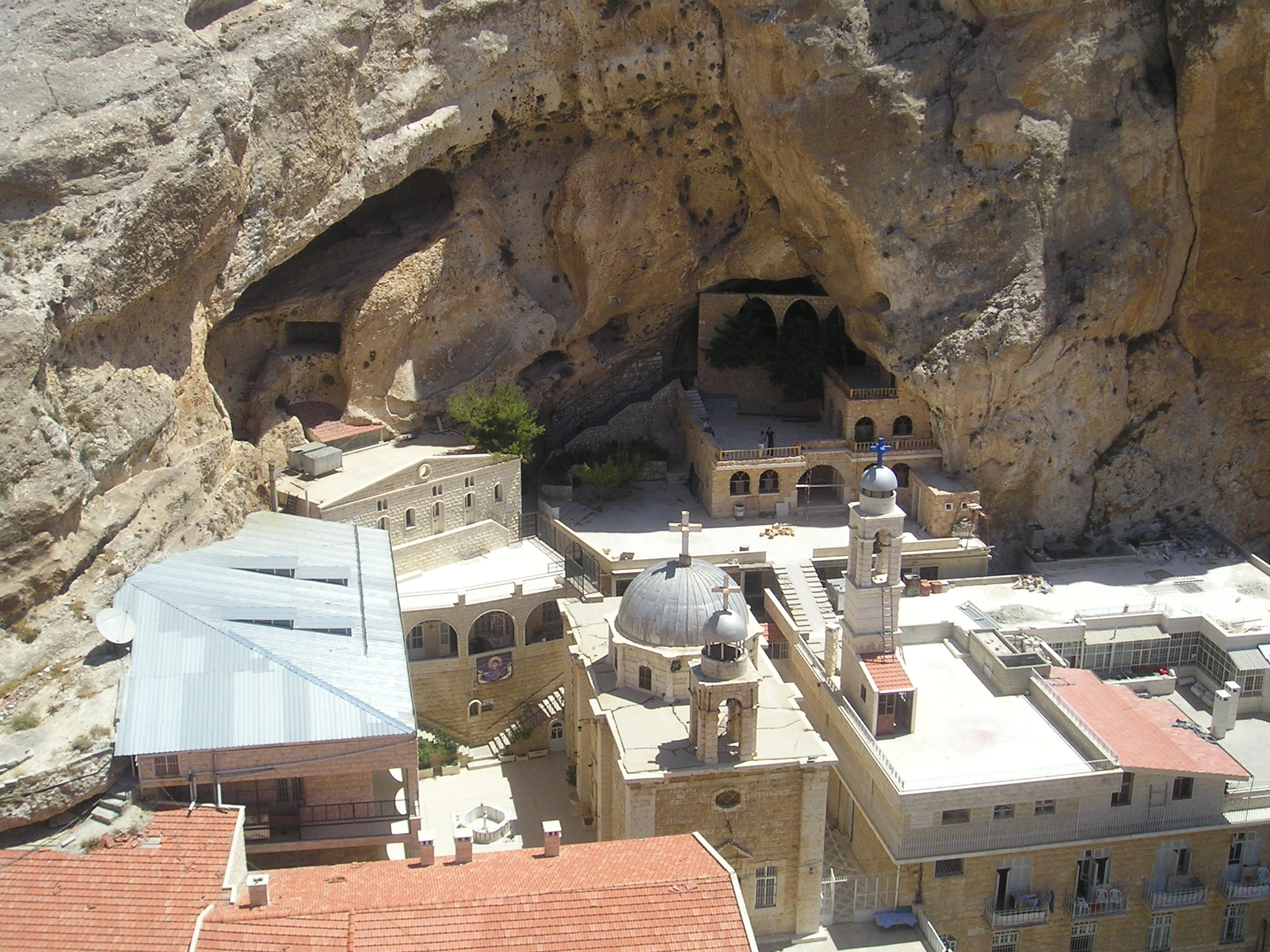
Otra vista del Monasterio de Santa Tecla en Maalula, Siria.
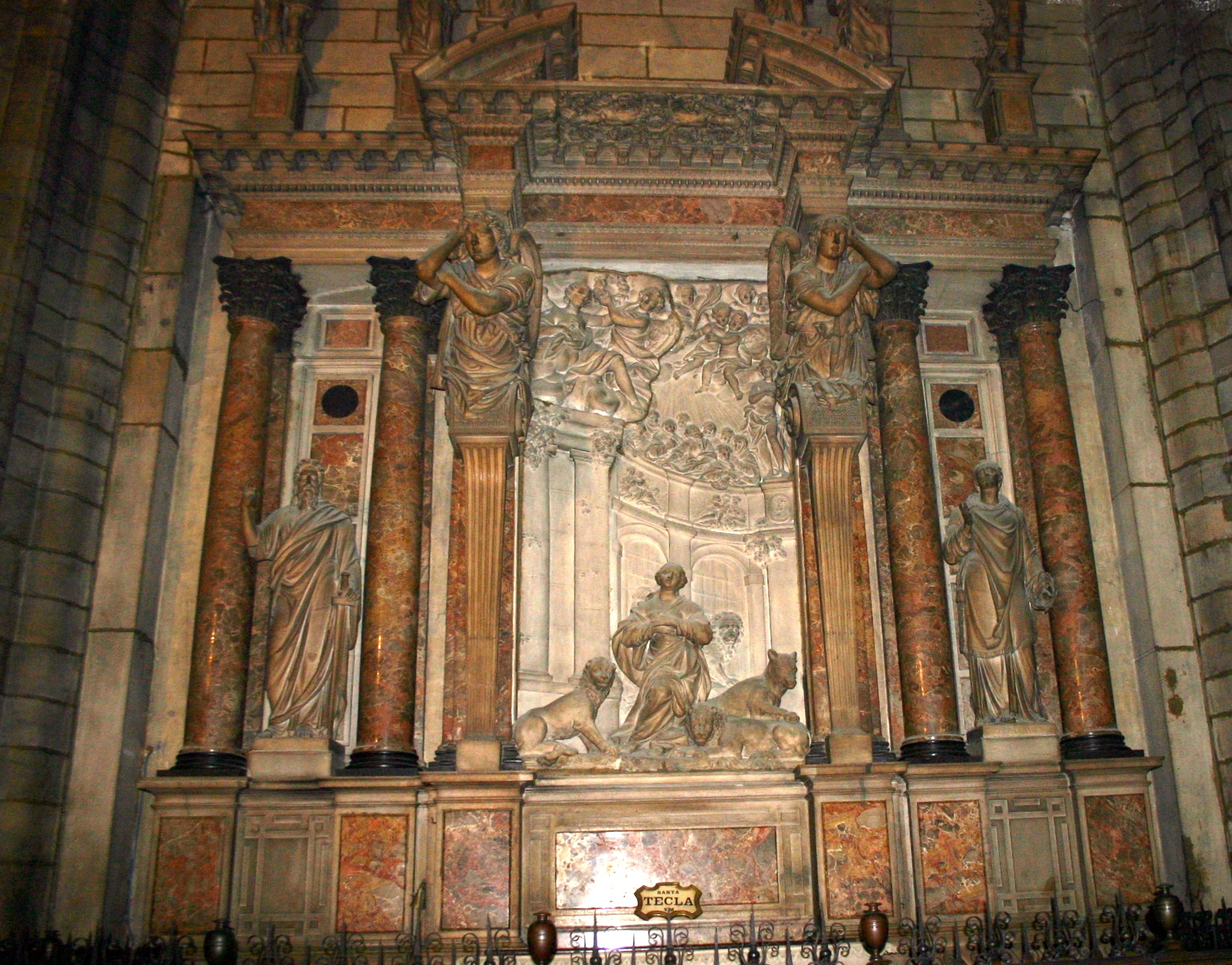
Altar de Santa Tecla en la catedral de Milán.